# Marvel’s Luke Cage
Marvel’s Luke Cage, auch Luke Cage genannt, ist eine US-amerikanische Fernsehserie, die auf der gleichnamigen Figur von Marvel aufbaut. Sie spielt im Marvel Cinematic Universe (MCU) und ist die dritte Serie von vier Netflix-Serien, die schließlich zu einer Crossover-Serie namens Marvel’s The Defenders führen. Die Figur Luke Cage wurde bereits in Marvel’s Jessica Jones eingeführt und dort ebenfalls von Mike Colter gespielt.
Alle Episoden der ersten Staffel wurden gleichzeitig am 30. September 2016 von Netflix per Streaming in den USA und weiteren Ländern, u. a. auch im deutschsprachigen Raum veröffentlicht. Die zweite Staffel erschien am 22. Juni 2018. Im Oktober 2018 gab Netflix bekannt, dass keine dritte Staffel folgen werde.

## Handlung
Ein sabotiertes Experiment verleiht Luke Cage übermenschliche Stärke und eine undurchdringbare Haut. Er versucht im heutigen Harlem, New York, ein unauffälliges Leben als Friseurgehilfe zu führen. Dann wird allerdings sein Freund und Arbeitgeber Pop von einem Kriminellen erschossen, der den Gangsterboss Cornell „Cottonmouth“ Stokes beeindrucken will. Luke nimmt den Kampf gegen den Gangsterboss und dessen korrupte Cousine, Mariah Dillard, eine einflussreiche Kommunalpolitikerin, auf. Dabei muss er sich seiner Vergangenheit stellen, welche er zu vergessen versuchte.

## Besetzung und Synchronisation
Die deutschsprachige Synchronisation der Serie entstand bei der Synchronfirma Berliner Synchron nach dem Synchronbuch von Benjamin Peter unter der Dialogregie von Klaus Bauschulte.

### Hauptbesetzung
| Rollenname                      | Schauspieler/in   | Hauptrolle | Nebenrolle | Synchronsprecher/in    |
| ------------------------------- | ----------------- | ---------- | ---------- | ---------------------- |
| Luke Cage / Carl Lucas          | Mike Colter       | 1.01–2.13  |            | Ralf David             |
| Cornell „Cottonmouth“ Stokes    | Mahershala Ali    | 1.01–1.07  |            | Peter Lontzek          |
| Mariah Dillard / Mariah Stokes  | Alfre Woodard     | 1.01–2.13  |            | Heike Schroetter       |
| Mercedes „Misty“ Knight         | Simone Missick    | 1.01–2.13  |            | Tina Haseney           |
| Hernan „Shades“ Alvarez         | Theo Rossi        | 1.01–2.13  |            | Jaron Löwenberg        |
| Claire Temple                   | Rosario Dawson    | 1.05–1.13  | 2.01–2.03  | Claudia Gáldy          |
| Willis Stryker / Diamondback    | Erik LaRay Harvey | 1.07–1.13  |            | Tilo Schmitz           |
| John 'Bushmaster' McIver        | Mustafa Shakir    | 2.01–2.13  |            | Dennis Schmidt-Foß     |
| Tilda Johnson                   | Gabrielle Dennis  | 2.01–2.13  |            | Jessica Walther-Gabory |
| Colleen Wing                    | Jessica Henwick   | 2.03       |            | Maximiliane Häcke      |
| Daniel „Danny“ Rand / Iron Fist | Finn Jones        | 2.10       |            | Konrad Bösherz         |
| Blake Tower                     | Stephen Rider     | 2.13       | 1.11       | Tobias Lelle           |

### Nebenbesetzung
| Rollenname            | Schauspieler/in   | Nebenrolle                             | Synchronsprecher/in                                     |
| --------------------- | ----------------- | -------------------------------------- | ------------------------------------------------------- |
| Henry „Pop“ Hunter    | Frankie Faison    | 1.01–1.02                              | Ronald Nitschke                                         |
| Rafael Scarfe         | Frank Whaley      | 1.01–1.06, 2.05                        | Gerald Schaale                                          |
| Wilfredo „Chico“ Diaz | Brian „Sene“ Marc | 1.01–1.03                              | Bastian Sierich                                         |
| Zip                   | Jaiden Kaine      | 1.01, 1.03, 1.05–1.09, 1.11–1.12       | Sven Fechner                                            |
| Domingo Colon         | Jacob Vargas      | 1.01, 1.03, 1.07, 1.09–1.10, 1.12      | Fabian Oscar Wien                                       |
| Sugar                 | Sean Ringgold     | 1.01, 1.05–1.12, 2.01, 2.06–2.13       | Marios Gavrilis                                         |
| Dave „D.W.“ Griffith  | Jeremiah Craft    | 1.01, 1.07, 1.10, 1.13–2.07, 2.10–2.13 | Felix Isenbügel                                         |
| Turk Barrett          | Rob Morgan        | 1.02, 1.12, 2.10                       | Matti Klemm                                             |
| Soledad Temple        | Sônia Braga       | 1.05–1.06, 1.13                        | Monica Bielenstein (1.05–1.06) Denise Gorzelanny (1.13) |
| Priscilla Ridley      | Karen Pittman     | 1.07–1.13, 2.09–2.13                   | Debora Weigert                                          |
| Reverend James Lucas  | Reg E. Cathey     | 2.01–2.09                              | Raimund Krone                                           |

### Gastdarsteller
| Rollenname              | Schauspieler/in | Nebenrolle | Synchronsprecher/in |
| ----------------------- | --------------- | ---------- | ------------------- |
| Trish „Patsy“ Walker    | Rachael Taylor  | 1.06       | Mareile Moeller     |
| Franklin „Foggy“ Nelson | Elden Henson    | 2.05       | Julien Haggége      |

- Carl Lucas wird von David Austin als Kind und von Clifton Cutrary als Jugendlicher gespielt. Willis Stryker, Cottonmouth, Mariah und Pop werden von Jared Kemp, Elijah Boothe, Megan Miller und Edwin Freeman als Jugendliche gespielt.
- Cameoauftritte haben unter anderem Method Man und Stan Lee, dieser jedoch wie in den anderen Netflix-Marvel-Serien nur auf einem Poster.

## Episodenliste
Die Episoden der ersten Staffel wurden nach Titeln des US-Hip-Hop-Duos Gang Starr benannt. Showrunner Cheo Hodari Coker sah Gang Starr nicht nur wegen der Gangster-Attitüde, sondern vor allem wegen der intellektuellen Herangehensweise als zur Serie passend an sowie die Möglichkeit Hip-Hop aktiv diese Serie erzählen zu lassen. Die Episoden der zweiten Staffel wurden nach Titeln des US-Hip-Hop-Duos Pete Rock & CL Smooth benannt.

### Staffel 1
| Nr. (ges.) | Nr. (St.) | Titel                        | Erstveröffentlichung USA | Deutschsprachige Erstveröffentlichung (D/A/CH) | Regie               | Drehbuch                               |
| --- | --------- | ---------------------------- | ------------------------ | ---------------------------------------------- | ------------------- | -------------------------------------- |
| 1 | 1         | Moment of Truth              | 30. Sep. 2016            | 30. Sep. 2016                                  | Paul McGuigan       | Cheo Hodari Coker                      |
| Um mit seiner übermenschlichen Stärke und stählernen Haut nicht aufzufallen, gibt sich Luke Cage in Harlem, New York mit zwei einfachen Jobs zufrieden, tagsüber als Reinigungskraft im Friseursalon von Pop Hunter und am Abend als Geschirrwäscher im Club Harlem’s Paradise. Dessen Besitzer Cornell „Cottonmouth“ Stokes verkauft nebenbei illegal Waffen von Hammer Industries an Gangs in Harlem, was dessen Cousine, die Stadträtin Mariah Dillard, zwar billigt, aber nicht gutheißt. Eines Abends muss Luke, der noch immer den Tod seiner Frau Reva vor rund zwei Jahren zu verarbeiten hat, aufgrund der Abwesenheit seines Kollegen Dante als Barkeeper aushelfen und lernt dabei Misty Knight kennen, mit der er die darauffolgende Nacht verbringt. In derselben Nacht wird ein von Stokes arrangierter Waffendeal mit der Gang von Domingo Colon von einem maskierten Trio überfallen, das alle Anwesenden erschießt und das Geld an sich nimmt. Als Dante, einer der drei, dabei in Panik gerät und von seinem Komplizen Shameek angeschossen zurückgelassen wird, ruft er im Sterben liegend Stokes an und verrät Shameek und den dritten Räuber, Chico, an ihn. Stokes wird daraufhin von Shades, der rechten Hand seines Lieferanten „Diamondback“, besucht, welcher ihm seine Hilfe bei der Aufklärung des Vorfalls zusichert. Durch seine weitreichenden Kontakte findet Stokes Shameek in einem Stripclub und lässt ihn von seinen Handlangern zu sich in den Club bringen, wo Luke nicht nur Shameek als Kunde aus dem Friseurladen wiedererkennt, sondern auch Shades als Zellgenosse aus seiner Zeit im Gefängnis. Nachdem Shameek nicht preisgeben will, wo sich Chico aufhält, prügelt Stokes ihn zu Tode und lässt seine Leiche auf der Straße entsorgen. Während Knight, die Luke nicht erzählt hat, dass sie Polizistin ist, zusammen mit ihrem Partner Rafael Scarfe den Fall untersucht, sieht Luke, wie seine Vermieter in ihrem Restaurant von einer Bande Afroamerikaner angegriffen werden, die eine Spende von ihnen an Mariah Dillard fordern, und erledigt die Angreifer allesamt.                   |           |                              |                          |                                                |                     |                                        |
| 2 | 2         | Code of the Streets          | 30. Sep. 2016            | 30. Sep. 2016                                  | Paul McGuigan       | Cheo Hodari Coker                      |
| Da Chico für ihn als Friseur gearbeitet hat, wird Pop in seinem Laden von Stokes besucht und nach Chico gefragt, dessen Aufenthaltsort Pop ihm aber nicht nennen kann. Da der junge Chico Pop am Herzen liegt, sucht Luke nach ihm und findet ihn durch das Befragen von Passanten mit dessen Bild in seinem Versteck, wo er versucht ihm klarzumachen, dass er bei Pop besser geschützt sei. Ohne Chico kehrt Luke zu Pop zurück, der ihm davon erzählt, wie er einst mit Cottonmouth und Chicos Vater als kriminelle Bande unterwegs war, bis er als einziger der drei gefasst wurde und für zehn Jahre im Gefängnis landete. Durch den Hintereingang schleicht sich Chico dann doch in den Laden, wo Luke und Pop ihn zu seiner Sicherheit zunächst auch vor der Polizei verbergen, die kurz darauf in Form von Misty Knight und Rafael Scarfe im Laden erscheint. Im Auftrag von Pop bietet Luke Stokes im Harlem’s Paradise einen Deal für Chico an, bei dem dieser am Leben bleiben soll, woraufhin Stokes sich bereit erklärt, für ein Gespräch noch einmal bei Pop vorbeizuschauen. Nachdem Stokes’ Handlanger Tone von dem Gangster Turk Barrett kontaktiert wird, der Chico zufällig in Pops Friseursalon gesehen hat, begibt dieser sich – ungeachtet Stokes’ Gebot, Chico nur auszuschalten, wenn dies unauffällig geschieht – mit Shades zum Laden und nimmt diesen ohne Umschweife mit zwei Maschinenpistolen unter Beschuss, wobei Pop und Chico getroffen werden. Luke, der sich schützend vor ein Kind gestellt hat, muss Tone und Shades mit Chicos Geld vom Waffendeal ziehen lassen und mit ansehen, wie Pop seinen Verletzungen erliegt, während Chico später im Krankenwagen abtransportiert wird. Vor Stokes prahlt Tone daraufhin mit seiner Tat, die Stokes aufgrund des Aufsehens und des Todes seines früheren Freundes Pop jedoch so wütend macht, dass er Tone vom Dach seines Clubs wirft und damit tötet. Luke beobachtet schließlich, wie Mariah Dillard das von Stokes erhaltene Geld Chicos in den „Crispus Attucks Complex“, eine von ihr errichtete Erinnerungsstätte, bringt.                          |           |                              |                          |                                                |                     |                                        |
| 3 | 3         | Who’s Gonna Take the Weight? | 30. Sep. 2016            | 30. Sep. 2016                                  | Guillermo Navarro   | Matt Owens                             |
| Beim Bestatter trifft Luke auf Stokes, der die Kosten für Pops Beerdigung übernimmt, sich von Luke aber den Vorwurf anhören muss, für dessen Tod verantwortlich zu sein. Zusammen mit Pops Freund und ehemaligem Buchhalter Bobby Fish beschließt Luke, den verwüsteten Friseursalon wiederaufzubauen, und hat vor, sich das dafür nötige Geld von Stokes zu holen. Nachdem die Detectives Knight und Scarfe im Krankenhaus Chico vergeblich um Kooperation bitten, befragt Luke ihn alleine und erfährt von ihm, dass das von Stokes eingenommene Geld aus Waffenverkäufen in über die ganze Stadt verteilten Verstecken aufbewahrt wird und am Ende im schwer bewachten Crispus Attucks Complex landet. Mit dem Plan, Stokes dazu zu bringen, sein ganzes Geld zum Complex zu schaffen, überfällt Luke mehrere seiner Verstecke und überlässt das Geld der Polizei, was Stokes zunächst für einen Racheakt von Domingo Colon hält. Dieser sucht ihn daraufhin in seinem Club auf und bestreitet dies, allerdings mit der Forderung, ihm sein Geld für die bei der Polizei liegenden Waffen zurückzugeben, der Stokes jedoch nicht nachkommen will. Wie erhofft, sieht Luke die Lieferung von Stokes’ restlichem Geld in den Complex und stürmt diesen daraufhin, wobei er sämtliche Wachen beiseite räumt und sich anschließend das Geld nimmt, das er für die Renovierung des Friseurladens benötigt. Auf einen Anruf von Chico trifft sich Detective Scarfe mit diesem, und nachdem Chico ihm offenbart, dass Luke Cage ihn nach Stokes ausgefragt hat, erdrosselt Scarfe ihn mit seiner Krawatte. Anschließend sucht Scarfe den wegen seines verschwundenen Geldes erzürnten Stokes auf, der ihn insgeheim bezahlt, und erzählt ihm, dass er Chico getötet hat und Luke Cage hinter den Überfällen steckt. Da Scarfe auch weiß, dass Knight bei Luke geschlafen hat, kann er über ihr Handy-GPS dessen Wohnort ausfindig machen. Als Luke schließlich einen Teil des Geldes seiner Vermieterin überbringt, feuert Stokes von einem gegenüberliegenden Gebäude mit einer Panzerfaust auf das Restaurant.                                |           |                              |                          |                                                |                     |                                        |
| 4 | 4         | Step in the Arena            | 30. Sep. 2016            | 30. Sep. 2016                                  | Vincenzo Natali     | Charles Murray                         |
| Unter den Trümmern des eingestürzten Gebäudes begraben erinnert sich der bewusstlose Luke an seine Zeit als Häftling auf der Gefängnisinsel Seagate in Georgia zurück: Damals noch unter seinem bürgerlichen Namen „Carl Lucas“ hat er als ehemaliger Polizist zunächst Schwierigkeiten, sich an sein neues Umfeld zu gewöhnen. Dies wird zudem vom erbarmungslosen Gefängniswärter Rackham erschwert, welcher Carl von zwei Mithäftlingen, Shades und Comanche, attackieren lässt, um ihn auf die Probe zu stellen. Nachdem Carl sich der beiden Angreifer erwehren kann, bietet Rackham ihm bessere Bedingungen an, wenn er für ihn kämpft, was Carl jedoch ablehnt. Carl besucht regelmäßig die Sitzungen der Psychologin Reva Connors, die im persönlichen Gespräch mit ihm erkennt, dass er zu Unrecht verurteilt wurde. Um Carl zu den illegalen Ringkämpfen im Untergrund des Gefängnisses zu bewegen, lässt Rackham einen befreundeten Insassen von Carl niederprügeln, bis er einwilligt. Schon nach kurzer Zeit wird Carl zum stärksten Kämpfer im Ring, allerdings leidet auch seine Psyche darunter. Von Reva darauf angesprochen informiert er sie über die Ringkämpfe und entschließt sich, diese zu beenden. Als Rackham das herausfindet, schickt er erneut Shades und Comanche, die Carl diesmal mit Schlagwaffen schwer verletzen. Auf der Krankenstation prognostiziert ihm der Arzt einen baldigen Tod aufgrund innerer Blutungen und unterzieht ihn auf Revas Drängen einem Heilungsexperiment. Rackham bemerkt dies und sabotiert die Anlage, woraufhin diese explodiert und Carl nicht nur geheilt, sondern auch mit undurchdringbarer Haut und gesteigerter Muskelkraft hervorbringt. Mithilfe dieser entkommt er von Seagate und sucht Reva auf, die die Insel in der Zwischenzeit ebenfalls verlassen hat. Die beiden werden ein Paar und Carl nimmt den Namen „Luke Cage“ an. In der Gegenwart wacht Luke wieder auf und befreit sich und seine Vermieterin mithilfe seiner Kraft aus den Trümmern, bevor er den anstürmenden Medienreportern seinen Namen verrät.                                               |           |                              |                          |                                                |                     |                                        |
| 5 | 5         | Just to Get a Rep            | 30. Sep. 2016            | 30. Sep. 2016                                  | Marc Jobst          | Jason Horwitch                         |
| Um sein Geld zurückzubekommen und Luke zu diskreditieren, schickt Stokes seine Schläger auf die Straße, lässt sie Leute beklauen und Luke Cage als Grund dafür nennen. Nachdem er dabei hilft, die Trümmer des eingestürzten Gebäudes aufzuräumen, wird Luke, dessen Tat im Crispus Attucks Complex mittlerweile bekannt geworden ist, von Passanten belagert, die allesamt Opfer von Stokes’ Angriffen wurden und ihn zur Hilfe auffordern. Diese gewährt Luke den Menschen auch, wird dabei schließlich jedoch von Knight und Scarfe konfrontiert, die ihm vorwerfen, ständig in kriminelle Schauplätze verwickelt zu sein. Stokes erhält allmählich wieder Geld, doch Shades rät ihm, stattdessen seinen Club zu verkaufen, da er die aktuelle Methode zur Geldanschaffung für ineffizient und amateurhaft hält. Stokes lehnt dies ab und wird daraufhin von Luke aufgesucht, der ihm unter dem Beschuss eines Handlangers seine Widerstandsfähigkeit gegen Projektile demonstriert und ankündigt, Stokes’ Handeln ein Ende zu setzen. Shades erkennt Luke dabei als Carl Lucas aus Seagate wieder und zeigt Stokes im Anschluss ein Video von spezieller Hammer-Industries-Munition, genannt „Judaskugel“, die massiven Schaden durch Kevlarwesten hindurch anrichtet. Da Diamondback Zugang zu dieser Munition hat, bietet Shades Stokes an, diesen damit Luke töten zu lassen, doch Stokes entscheidet sich, die Munition selbst zu kaufen. Das Geld dafür erhofft er sich aus dem Verkauf der für Domingo Colon gedachten Waffen, die Scarfe nun vom Polizeirevier beschaffen soll. Wie Knight von ihren Kollegen erfährt, liegt bei Scarfe der Verdacht auf Korruption vor, worauf sie aber mit Skepsis reagiert. Anschließend findet Pops Trauerfeier statt, an der aufgrund dessen Popularität in Harlem sehr viele Menschen teilnehmen. So auch Stokes, der in einer Ansprache Pops positiven Einfluss auf Harlem beschreibt. Luke hält ebenfalls eine Rede, in der er erzählt, dass Pop ihn stets dazu ermutigt hat, den Menschen zu helfen und sich gegen Tyrannen zu wehren, wofür er sehr viel Beifall erhält.               |           |                              |                          |                                                |                     |                                        |
| 6 | 6         | Suckas Need Bodyguards       | 30. Sep. 2016            | 30. Sep. 2016                                  | Sam Miller          | Nathan Louis Jackson                   |
| Scarfe trifft sich mit Stokes, um ihm die Waffen aus der Asservatenkammer zu übergeben, verlangt dafür jedoch 100.000 Dollar. Mit der Behauptung, niemand habe mehr Angst vor ihm, provoziert Scarfe Stokes derart, dass dieser ihn attackiert, seine Waffe greift und ihn anschießt. In einem Café begegnet Luke der ehemaligen Krankenschwester Claire Temple, die ihn einst in Hell’s Kitchen nach einem Kopfschuss durch eine Schrotflinte behandelt hat. Claire begleitet Luke zum Friseursalon, wo sich der schwer verwundete Scarfe versteckt hält, der von Claire verarztet wird. Die Polizei findet derweil Scarfes Fahrzeug, und Knight und ihr korrupter Kollege Perez werden darauf angesetzt, Scarfe ausfindig zu machen, woraufhin sie dessen Wohnung observieren. Notgedrungen offenbart Scarfe, der nicht ins Krankenhaus gebracht werden will, Luke seine Zusammenarbeit mit Stokes und den Mord an Chico. Außerdem informiert er Luke darüber, dass sich in seiner Wohnung Notizen über gefälschte Morduntersuchungen befinden, mit denen man Stokes ins Gefängnis bringen könnte. Luke gelingt es, sich unauffällig in Scarfes Wohnung zu schleichen, die Aufzeichnungen an sich zu bringen und durch das Fenster zu fliehen, ohne dass Knight und Perez ihn zu fassen bekommen. Luke möchte Scarfe nun dem Polizeirevier ausliefern, wofür sie von Claires Mutter, der Cafébesitzerin, einen Van zur Verfügung gestellt bekommen. Von Zeugen erhalten Knight und Perez die Information über den Van, was Perez an Stokes weitergibt, welcher ein Kopfgeld auf den Van aussetzt. Nachdem die drei daraufhin von einem Fahrzeug verfolgt werden, stellt sich Luke dessen bewaffneten Insassen und schaltet sie aus. Die Schießerei wird Knight und Perez gemeldet, doch als er sie davon abhalten will, hinzufahren, entlarvt Knight ihn und nimmt ihn fest. Luke rettet Claire und Scarfe schließlich vor einem Auto, das auf sie zugerast kommt, indem er sich diesem in den Weg stellt, bevor Knight erscheint und mit ansehen muss, wie Scarfe stirbt. Durch dessen Informationen wird Stokes anschließend verhaftet. |           |                              |                          |                                                |                     |                                        |
| 7 | 7         | Manifest                     | 30. Sep. 2016            | 30. Sep. 2016                                  | Andy Goddard        | Akela Cooper                           |
| Da Scarfe nicht gegen Stokes aussagen kann, reichen dessen Aufzeichnungen nicht für eine Anklage, sodass Stokes wieder freigelassen wird. Obwohl dieser durch den zwischenzeitlichen Verkauf seiner Waffen an Domingo wieder genug Geld besitzt, verweigert Diamondback ihm die Judaskugel, da Stokes laut Shades momentan zu viel Aufmerksamkeit auf sich ziehe. Mit einem Anruf verabredet sich Stokes mit Luke in seinem Club und gibt ihm zu verstehen, dass er dessen Gefängnisvergangenheit bekannt machen werde, sollte er ihn weiter bekämpfen. Mariah Dillard muss sich derweil um ihr Image als Stadträtin sorgen, nicht nur wegen der Festnahme ihres Cousins, sondern auch wegen eines Fernsehinterviews, in dem der Fund des Geldes durch die Polizei im Crispus Attucks Complex aufgedeckt wurde. Dillard wird daraufhin von Shades besucht, der sie dazu auffordert, gnadenloser zu agieren, so wie früher „Mama Mabel“, die gefürchtete Begründerin des kriminellen Familiengeschäfts der Stokes. Luke will aus Harlem verschwinden, doch Claire hält ihn davon ab und überzeugt ihn davon, dass die Menschen seine Vorgeschichte nicht stören würde. Davon ermutigt sucht er Domingo in seinem Boxclub auf, erledigt dessen Männer und nimmt dessen Waffen an sich. Dillard wird schließlich von ihrer Partei zur Aufgabe ihres Amtes gezwungen und gibt Stokes die Schuld dafür. Dieser entgegnet, dass Mama Mabel sie stets von der Kriminalität ferngehalten habe, während er dazu gezwungen wurde, obwohl er lieber eine Karriere als Musiker verfolgt hätte. Stokes’ Unterstellung an Dillard, die sexuelle Belästigung ihres Onkels mit ihrem eigenen Auftreten begünstigt zu haben, versetzt sie in eine solche Rage, dass sie Stokes durch ein Glasfenster die Empore hinunterstößt und anschließend mit einem Mikrofonständer erschlägt. Shades sieht dies und heißt Dillards Entschlossenheit gut. Nachdem Luke Domingos Waffen Knight überlässt, wird ihm bei einem Spaziergang mit Claire von Diamondback mit einer Judaskugel in den Bauch geschossen und er bricht zusammen.                                 |           |                              |                          |                                                |                     |                                        |
| 8 | 8         | Blowin’ Up the Spot          | 30. Sep. 2016            | 30. Sep. 2016                                  | Magnus Martens      | Aïda Mashaka Croal                     |
| Ein befreundeter Krankenwagenfahrer fährt Claire und den verletzten Luke davon, doch Diamondback verfolgt den Krankenwagen und bringt ihn mit seinen Waffen zum Umkippen. Als er die sich nähernde Polizei hört, verschwindet er jedoch, während Claire Luke in eine nahegelegene Klinik bringt. Im Harlem’s Paradise treffen Shades und Dillard Vorkehrungen, um den Mord an Stokes Luke anzuhängen, wofür sie die Kellnerin Candace einbinden, die Knight bei ihrer Befragung die Lüge unterbreitet, Luke bei der Tat beobachtet zu haben. Knight zweifelt dies an und unterstellt Dillard, Candace zu manipulieren, was diese von sich weist. Bei einer Ultraschalluntersuchung von Lukes Wunde stellt Claire fest, dass das Projektil nicht nur Lukes stählerne Haut durchdrungen hat, sondern danach auch explodiert ist, sodass sie die daraus entstandenen Splitter nicht entfernen kann. Durch einen Anruf von Knight erfahren Luke und Claire, dass Stokes ermordet wurde und Luke als Hauptverdächtiger gilt. Ein Kollege von Knight ortet dabei Lukes Handy, woraufhin Knight die beiden in der Klinik aufsucht, um Luke zu verhaften. In diesem Moment werden sie von Diamondback angegriffen, der Knight in die Mangel nimmt und droht, sie zu erschießen. Luke erkennt Diamondback dabei als seinen früheren Gefährten Willis Stryker wieder, wegen dem er damals im Gefängnis landete. Stryker schlägt Knight K.o. und verschafft sich Zutritt zu einem leeren Opernhaus, wo er sich an Luke dafür rächen will, dass dieser ihn hat „verrotten“ lassen. Claire wird anschließend im Polizeirevier von Knight verhört und versichert ihr, dass Luke die ganze Zeit an ihrer Seite war und nicht der Mörder von Stokes sein kann. Nachdem Claire sich aus diesem Grund auch weigert, Knight persönliche Informationen über Luke zu verraten, wird diese handgreiflich und muss von ihrer Vorgesetzten gezügelt werden. Der Kampf zwischen Luke und Stryker verlagert sich schließlich auf die Straße, wo Stryker Luke mit einer weiteren Judaskugel anschießt und Luke bewusstlos in die Ladefläche eines Müllwagens fällt.    |           |                              |                          |                                                |                     |                                        |
| 9 | 9         | DWYCK                        | 30. Sep. 2016            | 30. Sep. 2016                                  | Tom Shankland       | Christian Taylor                       |
| Im Harlem’s Paradise beklagt Diamondback gegenüber Shades den Verlust seinen besten Verkäufers, Stokes, und schickt dessen übriggebliebene Handlanger auf die Suche nach Luke. Dieser ist in der Zwischenzeit aus dem Müllwagen gestiegen und wird nun von zwei Streifenpolizisten angehalten, die ihn festnehmen wollen. Luke wehrt sich und wirft einen der beiden auf die Windschutzscheibe des Polizeiautos, was von dessen Dashcam aufgezeichnet wird. Anschließend schleppt sich Luke zu Claire ins Café, die gerade einen Datenträger überprüft, den Luke ihr zur Aufbewahrung übergeben hatte. Dieser stammt ursprünglich von Reva und enthält Informationen über Seagate, darunter auch über den Leiter des Experiments, Dr. Noah Burstein, den Claire angesichts Lukes sich verschlechternden Gesundheitszustandes aufsuchen will. Nach ihrer Attacke auf Claire wird Knight von einem Polizeipsychologen befragt, fühlt sich aber zunächst unwohl, Vertrauliches preiszugeben. Erst nach einiger Zeit gibt sie zu, dass sie den Kontrollverlust, den sie unmittelbar vorher (durch Diamondbacks Bedrohung) gespürt hat, im Verhör mit Claire wieder ausgleichen wollte. Von ihrem Inspector erhält sie daraufhin die Genehmigung, Luke aufzuspüren. Von Shades dazu angeregt lässt Dillard von Domingo ein Treffen mit Stokes’ ehemaligen Geschäftspartnern arrangieren, bei dem unerwartet Diamondback auftaucht. Als dieser vier Ganganführer tötet, zeigt sich Dillard nicht eingeschüchtert und schlägt vor, Luke mit einer Judaskugel öffentlichkeitswirksam auszuschalten, um eine Nachfrage im legalen Bereich, wie z. B. der Polizei, zu schaffen. Bei Dr. Burstein in Georgia angekommen zeigt sich dieser überrascht von Carl Lucas’ Überleben und konstruiert mithilfe der Laborausrüstung, die er aus Seagate mitgenommen hat, ein kochendes Säurebad, das Lukes Haut aufweichen und so die Entfernung der Splitter ermöglichen soll. Unter extremen Schmerzen lässt Luke das Bad über sich ergehen, doch nachdem der erste Versuch scheitert, erleidet er beim zweiten einen Herzstillstand.                        |           |                              |                          |                                                |                     |                                        |
| 10 | 10        | Take it Personal             | 30. Sep. 2016            | 30. Sep. 2016                                  | Stephen Surjik      | Jason Horwitch                         |
| Indem sie einen Stromgenerator ins Becken wirft und damit eine Defibrillation simuliert, gelingt es Claire, Luke wiederzubeleben, und mit einer Kochsalzlösung und erhöhter Temperatur, Lukes Haut so aufzuweichen, dass sie die Splitter entfernen kann. Diamondback setzt Dillards Vorschlag für die Massenproduktion von Judaswaffen um und benutzt einen mit demselben Material ausgestatteten Handschuh, um einen Polizisten als Luke Cage verkleidet totzuschlagen. Dieser Mord löst viel Wut unter Harlems Polizisten aus, die bei der Fahndung nach Luke mit sehr viel Härte vorgehen. Dieser nutzt derweil die Gelegenheit, um von Dr. Burstein entschlüsselte Videodateien auf Revas Datenträger einzusehen, und muss erkennen, dass Reva ihn angelogen hatte, als sie behauptete, nichts über die Gefängniskämpfe und -experimente zu wissen. Burstein bestätigt Luke, dass Revas Sitzungen dazu dienten, Häftlinge nach ihrer psychischen Eignung für das Experiment zu bewerten, woraufhin Luke dessen Scheune zerstört. Durch eine Überwachungskamera identifiziert Knight den Polizistenmörder als Willis Stryker, ihren Angreifer, und findet durch die Recherche in alten Akten heraus, dass dieser einst mit Carl Lucas befreundet war. Zusammen mit Claire besucht Luke die Kirche in seiner Heimatstadt Savannah, wo sein Vater als Pastor tätig war. Dabei erinnert er sich daran zurück, dass sein Vater eine Affäre mit Strykers Mutter hatte, und schließt daraus, dass Strykers Aussage, sie seien Brüder, der Wahrheit entsprach. Die beiden kehren nach Harlem zurück und besuchen eine Veranstaltung von Dillard im Harlem’s Paradise, wo diese in einer Rede die stärkere Bewaffnung von Polizisten fordert, um die Gefahr durch Menschen mit besonderen Kräften wie Luke Cage einzudämmen. Luke sieht Knight, die gerade im Begriff ist, Diamondback auf der Empore festzunehmen, und kommt ihr zur Hilfe, als dieser auf sie schießt. Es entsteht Panik, in deren Verlauf Luke die verletzte Knight vor dem Beschuss durch Diamondbacks Wachen abschirmen muss und mit ihr hinter der Bar Schutz sucht.      |           |                              |                          |                                                |                     |                                        |
| 11 | 11        | Now You’re Mine              | 30. Sep. 2016            | 30. Sep. 2016                                  | George Tillman, Jr. | Christian Taylor                       |
| Luke trägt die verwundete Knight in die Küche und bringt sie durch eine versteckte Luke im Boden in den Keller. Shades stößt zu Diamondback und warnt ihn vor der anrückenden Polizei, doch Diamondback entscheidet sich, die restlichen Gäste, darunter Claire und den Stadtrat Damon Boone, als Geiseln zu nehmen. Letzteren lässt er bei der Polizei anrufen und zwingt ihn, Luke Cage als Geiselnehmer anzugeben. Claire kann die Wachen überreden, sie die am Fuß verletzte Candace verarzten zu lassen, und erfährt dabei von ihr, dass der Aufenthaltsraum genau neben dem Geheimkeller liegt. Unter dem Vorwand, Medizin zu holen, begibt sich Claire dorthin, schlägt ihre Wache K.o. und macht Luke an der gegenüberliegenden Wandseite auf sich aufmerksam. Dieser durchschlägt die Wand, sodass Claire zu ihm gelangt und sich um Knight kümmern kann, die aufgrund ihrer Schusswunde zu verbluten droht. Im Büro des Clubs erklärt Diamondback Boone seinen Hass auf Carl mit der Benachteiligung durch seinen Vater, die darin gipfelte, dass er von diesem für einen gemeinsam mit Carl ausgeführten Autodiebstahl verantwortlich gemacht wurde und als einziger der beiden im Jugendgefängnis landete. Wegen eines Mordes wurde er kurz darauf in ein reguläres Gefängnis überführt, während seine Mutter, alleingelassen von seinem Vater, an Krebs starb. Über die Lautsprecheranlage lässt Diamondback Luke mithören und kündigt an, Geiseln zu töten, wenn dieser sich nicht stellt. Anschließend schlägt er Boone mit seinem Judashandschuh zu Tode und lässt Shades die Leiche zum Ausgang bringen. Shades entdeckt in der Küche daraufhin den Geheimzugang zum Keller und trifft auf Knight und Claire, die ihn allerdings überwältigen und mit Handschellen festsetzen können. Luke befreit derweil die Geiseln und muss Candace auffangen, als Diamondback diese von der Empore stößt, um ungestört zu fliehen. Ein auf Geheiß des Bürgermeisters von Dillard mit Judasmunition ausgestattetes Spezialkommando der Polizei stürmt schließlich den Club und nimmt Luke (und auch Shades) fest.                      |           |                              |                          |                                                |                     |                                        |
| 12 | 12        | Soliloquy of Chaos           | 30. Sep. 2016            | 30. Sep. 2016                                  | Phil Abraham        | Akela Cooper & Charles Murray          |
| Luke wird von der Polizei abtransportiert, kann sich jedoch befreien und flieht. Auf dem Polizeirevier erklärt Knight ihrem Inspector, dass Luke sie gerettet hat und ihm die Morde sowie die Geiselnahme angehängt wurden. Trotz seines Bemühens, unentdeckt zu bleiben, verhindert Luke einen Überfall auf einen Musikladen, in dem sich gerade der Rapper Method Man aufhält. Aufgrund ihres schlechten Gewissens verabredet sich Candace mit Knight und offenbart ihr, dass sie Stokes’ Ermordung durch Dillard beobachtet hat und diese ihr anschließend viel Geld für die Falschaussage gegen Luke gegeben hat. Dank einer Radioshow, in der Method Man von Lukes Heldentat erzählt, erhält Luke viel Zuspruch insbesondere in der afroamerikanischen Bevölkerung, von der daraufhin viele als Zeichen der Solidarität einen durchlöcherten Kapuzenpullover wie Luke tragen. Diamondback bezahlt Shades’ Kaution, sodass dieser wieder freikommt, setzt allerdings drei seiner Handlanger darauf an, ihn zu töten. Shades setzt sich jedoch zur Wehr und tötet alle drei. Nachdem Diamondback Turk Barrett als Mittelsmann für die Käufer seiner Waffen angeheuert hat, sucht Luke letzteren auf und erfährt von ihm, wo sich Diamondbacks Lager befindet. Dort wird Diamondback gerade von Domingo konfrontiert, der ihn mit seiner Gang ausschalten will und eine Schießerei anzettelt. In ihrem beidseitigen Groll gegen Diamondback schließen sich Shades und Dillard zusammen und entscheiden sich, sich mit Luke zu verbünden. Dieser kommt derweil im Lagerhaus an und findet mehrere Leichen sowie den schwerverletzten Domingo, der ihn kurz vor seinem Tod vor Diamondbacks neuartiger Waffe warnt, die dieser gegen sie eingesetzt hat. Luke kehrt in den Friseursalon zurück, wo Dillard und Shades ihn aufsuchen und ihm im Gegenzug für die Zusammenarbeit eine Akte anbieten, die beweist, dass er damals zu Unrecht verurteilt wurde. Nachdem überraschend auch Knight erscheint, um Dillard festzunehmen, taucht Diamondback in einem schusssicheren Anzug auf und greift Cage an.                                   |           |                              |                          |                                                |                     |                                        |
| 13 | 13        | You Know My Steez            | 30. Sep. 2016            | 30. Sep. 2016                                  | Clark Johnson       | Aida Mashaka Croal & Cheo Hodari Coker |
| Mit seiner von Hammer Industries entwickelten Rüstung ist Diamondback Luke ebenbürtig und die beiden liefern sich einen lange andauernden Zweikampf, der sich vom Friseurladen auf die Straße verlagert. Dort bildet sich eine Meute von Schaulustigen, die Luke anfeuert, welcher jedoch einige Schläge von Diamondback mit dessen verstärkten Handschuhen einstecken muss. Indem er dessen aufkommende Erschöpfung ausnutzt, kann Luke Diamondback aber letztendlich K.o. schlagen und verletzt ihn dabei schwer. Nachdem Diamondback in Gewahrsam genommen wird, werden Dillard und auch Luke wegen dessen noch immer geltenden Haftbefehls abgeführt. Bei der Befragung durch Knight auf dem Polizeirevier erklärt Luke seinen Standpunkt und begründet seine Akte der Selbstjustiz mit der unzureichenden Arbeit der Polizei. In Dillards Verhör gibt diese derweil vor, Diamondback hätte Stokes getötet und sie gezwungen, Luke Cage als Täter zu nennen. Knight kontert diese Aussage mit Indizien, die für sie als Täterin sprechen, wie dem aufgenommenen Geständnis von Candace oder den Kopfverletzungen von Stokes, die zur Gewalteinwirkung mit einem Mikrofonständer passen. Inmitten des Verhörs wird Knight von einem Kollegen darüber informiert, dass Candace erschossen wurde, und wie sich herausstellt, hat Shades Knights im Friseursalon verlorenes Handy aufgehoben und Candace damit zu sich gelockt. Durch deren Tod nützen die Aufzeichnungen nicht mehr als Beweis und Dillard wird entlassen, wobei sie sich gegenüber Luke über die von ihr versprochene Akte ahnungslos gibt. Als Bundesagenten erscheinen, um Luke nach dessen Identifizierung als Carl Lucas nach Georgia zu überführen, lässt sich Luke widerstandslos festnehmen und verabschiedet sich mit einem Kuss von Claire. Während Bobby Fish im abermals zerstörten Friseursalon die Akte von Shades und Dillard mit den Beweisen für Lukes Unschuld findet, betreibt Dillard mit Shades an ihrer Seite das Harlem’s Paradise weiter. Außerdem zeigt sich, dass Diamondback von Dr. Burstein behandelt wird.                                   |           |                              |                          |                                                |                     |                                        |

### Staffel 2
| Nr. (ges.) | Nr. (St.) | Titel                             | Erstveröffentlichung USA | Deutschsprachige Erstveröffentlichung (D/A/CH) | Regie                 | Drehbuch                                |
| --- | --------- | --------------------------------- | ------------------------ | ---------------------------------------------- | --------------------- | --------------------------------------- |
| 14 | 1         | Soul Brother #1                   | 22. Juni 2018            | 22. Juni 2018                                  | Lucy Liu              | Cheo Hodari Coker                       |
| Luke Cage, der kugelsichere Verteidiger von Harlem, ist zu einer Berühmtheit geworden. Sein Freund D. W. Griffith versucht, ihm mit Waren und einer App, die Cages Aufenthaltsort verfolgt, etwas Geld zu verdienen. Er verbringt seine Nächte damit, eine Gruppe davon abzuhalten, unter seinem Namen Drogen zu verteilen. Nach der geheimen Schlacht am Midland Circle erholt sich Mercedes „Misty“ Knight von dem Verlust ihres Arms und hat nicht die Absicht, wieder bei der Polizei zu arbeiten, bis sie herausfindet, dass bis zu 30 der Kriminellen, die sie zuvor ins Gefängnis geschickt hatte, dies getan haben, wurde nun aufgrund ihres verstorbenen korrupten Partners Rafael Scarfe freigelassen. Einer dieser Kriminellen ist Dontrell „Cockroach“ Hamilton, der zusammen mit dem Drogenschmuggler Arturo „El Rey“ Gomez III und dem jamaikanischen Bandenführer Nigel Garrison das kriminelle Imperium von Mariah Stokes-Dillard kaufen will. Griffith hilft Cage, El Rey als Anführer des Drogenkartells „Luke Cage“ zu identifizieren und übergibt ihn an Knights Kapitän Tom Ridenhour, während Garrison von John „Bushmaster“ McIver ermordet wird, der mehrere Schüsse überlebt und aus Jamaika angereist ist, um Harlem einzunehmen von Dillard.                                                        |           |                                   |                          |                                                |                       |                                         |
| 15 | 2         | Straighten It Out                 | 22. Juni 2018            | 22. Juni 2018                                  | Steph Green           | Akela Cooper                            |
| Bushmaster besucht die ganzheitliche Ärztin Tilda Johnson, um Zutaten für die Vermehrung der Nachtschattengewächse zu besorgen, mit denen er seine Wunden heilt und seine Kraft steigert. Johnson ist Dillards Tochter und wird auch von ihrer Mutter besucht, die sich nach Jahren der Trennung öffentlich wieder mit Johnson vereinen möchte, um ihr Image zu verbessern und sich in eine seriöse Geschäftsfrau zu verwandeln. Sie organisiert die Freilassung von El Rey gegen Kaution und schickt ihren Geliebten Hernan „Shades“ Alvarez, um den Verkauf mit ihm abzuschließen. Als El Rey sich weigert und Dillard nicht respektiert, tötet Shades ihn. Knight ist jetzt im „leichten Dienst“ und nicht in der Lage, Spuren zu verfolgen, weist Cage aber an Cockroach weiter. Cage glaubt, er sei unzerstörbar, aber Cockroach kann ihn mit der Wucht einer Hochleistungswaffe aus nächster Nähe verletzen. Dies stört Cages Freundin, die ehemalige Krankenschwester Claire Temple, die mit ihrer Unfähigkeit, Cage zu helfen, und seinem Widerwillen, seine Beziehung zu seinem entfremdeten Vater James Lucas zu verbessern, zu kämpfen hat. Johnson willigt ein, ihrer Mutter eine weitere Chance zu geben. Cage stellt später fest, dass Kakerlake seine Familie in deren Wohnung schlägt, und schlägt ihn heftig. |           |                                   |                          |                                                |                       |                                         |
| 16 | 3         | Wig Out                           | 22. Juni 2018            | 22. Juni 2018                                  | Marc Jobst            | Matt Owens                              |
| Knight lässt Cage Kakerlakes Wohnung verlassen, bevor ihre rivalisierende Detektivin Nandi Tyler und Tylers Partner Mark Bailey eintreffen. Knight wird dafür später gerügt, aber Ridenhour erklärt, dass er Knight aufgrund ihres hohen Status innerhalb der Abteilung als behinderte Heldin nicht suspendieren kann. Später übt Knight das Kämpfen mit einem Arm und lässt einige Frustrationen gegenüber Colleen Wing zum Ausdruck kommen, die Knight verteidigt hatte, als sie ihren Arm verlor. Da El Rey tot ist und Cockroach im Krankenhaus liegt, wendet sich Shades an Garrison. Stattdessen findet er Bushmaster, der mehr als bereit ist, Dillard das Geld zu zahlen. Cage kommt später auf der Suche nach Garrison an und kämpft gegen mehrere Gangmitglieder, die mit verschiedenen Waffen bewaffnet sind. Bushmaster filmt dies heimlich und trainiert vor den Aufnahmen. Nach einem Treffen mit Lucas stellt Temple Cage wegen seiner Wut zur Rede und er schlägt heftig um sich. Sie bittet ihn zu gehen und er wird von Bushmaster überfallen. |           |                                   |                          |                                                |                       |                                         |
| 17 | 4         | I Get Physical                    | 22. Juni 2018            | 22. Juni 2018                                  | Salli Richardson      | Matthew Lopes                           |
| Bushmaster schlägt Cage bewusstlos und Aufnahmen ihres Kampfes verbreiten sich im Internet. Als Johnson dies sieht und Bushmaster erkennt, beginnt er, die Zutaten zu untersuchen, die sie ihm verkauft hat. Als er aufwacht, beschließt Cage, die Jamaikaner weiter zu untersuchen und kehrt zusammen mit Knight zum Ort seines Kampfes mit den Gangmitgliedern zurück. Sie entdecken Garrisons Leiche und Knight kann mit dem Eigentümer des Gebäudes sprechen, der mit Bushmaster aufgewachsen ist, und ihm erklären, dass er beabsichtigt, das vermeintliche Unrecht an seinen Eltern wiedergutzumachen. Den Beweisen im Gebäude zufolge besucht Cage Johnson und sie gibt ihm Medikamente gegen seine Gehirnerschütterung. Bushmaster besucht Dillard und enthüllt, dass seine Vorfahren einst mit ihren Vorfahren Geschäfte gemacht hatten. Shades folgt ihm zurück zu einem von seinen Bekannten geführten Restaurant, während Shades' Freund Darius „Comanche“ Jones – der mit Dillard aneinandergeraten ist – sich heimlich bei Ridenhour meldet. Cages Freund Bobby Fish geht, um seiner kranken Tochter als Organspender zu dienen, und Cage wird von einem Gerichtsdiener betreut. |           |                                   |                          |                                                |                       |                                         |
| 18 | 5         | All Souled Out                    | 22. Juni 2018            | 22. Juni 2018                                  | Kasi Lemmons          | Ian Stokes                              |
| Cockroach verklagt Cage, weil er ihn angegriffen hat, und Cage willigt ein, ihm 100.000 Dollar zu zahlen, anstatt das Risiko einzugehen, vor Gericht zu gehen. Der Makler Raymond „Piranha“ Jones investiert das Geld aus Dillards Verkauf an Bushmaster in das Kunststoffunternehmen von Mark Higgins, den Dillard erpresst, einer Unternehmensfusion zuzustimmen, die den Gewinn ihrer neuen Aktien erheblich steigert. Anschließend verschwindet Higgins, während Dillard ihr neues „legitimes“ Vermögen nutzt, um in Harlem ein Family First-Zentrum zu eröffnen. Sie verrät Johnson das alles und hofft, dass sie das Zentrum gemeinsam leiten können. Piranha veranstaltet eine Party, um ihr erfolgreiches Unterfangen zu feiern, und engagiert Cage – der nach einer Möglichkeit sucht, Cockroach zu bezahlen –, um auf der Party zu erscheinen. Cage rettet Piranha schließlich, als einige von Bushmasters Männern versuchen, ihn zu entführen. Knight erhält von Wing und ihrem milliardenschweren Freund Danny Rand einen Roboterarm. Sie erwägt, Kakerlake etwas anzuhängen, bevor sie seine Leiche findet. Bei der Eröffnung ihres Zentrums entdeckt Dillard die abgetrennten Köpfe von Cockroach, Higgins und Shades-Mitarbeiter Andre „Ray-Ray“ Jackson.                                                       |           |                                   |                          |                                                |                       |                                         |
| 19 | 6         | The Basement                      | 22. Juni 2018            | 22. Juni 2018                                  | Millicent Shelton     | Aïda Mashaka Croal                      |
| Dillard weigert sich, mit der Polizei zusammenzuarbeiten, obwohl er eine gemeinsame Vergangenheit mit Ridenhour hat. Knight gesteht Ridenhour, dass er Cockroach etwas anhängen wollte, aber als er beschließt, sie nicht zu bestrafen, gibt sie aus Schuldgefühlen auf. Cage und Piranha verstecken sich, während Bushmasters Männer die Nachbarschaft nach ihnen absuchen. Cage besteht darauf, dass er Piranha zur Polizei bringen wird, obwohl Piranha Cage als „Held zum Mieten“ bezahlen will. Nach einer Diskussion über ihre jeweiligen Väter beschließt Cage, Piranha zum Schutz in Lucas' Kirche zu bringen. Shades und Comanche suchen erfolglos nach Piranha und erinnern sich an ihre Beziehung im Gefängnis. Comanche glaubt, dass Shades Dillard loswerden und selbst der Verbrecherboss von Harlem werden sollte. Shades erzählt Dillard später, dass er Bushmaster zum Restaurant gefolgt ist, und sie plant, was sie mit seinen Bekannten machen werden, sobald sie Piranha finden, der die Kontrolle über ihr Geld hat. Cage kontaktiert Bushmaster und die beiden treffen sich zum Kampf. Am Ende wird Cage durch eine pulverförmige Substanz gelähmt und in einen Fluss geworfen. |           |                                   |                          |                                                |                       |                                         |
| 20 | 7         | On and On                         | 22. Juni 2018            | 22. Juni 2018                                  | Rashaad Ernesto Green | Nicole Mirante-Matthews                 |
| Die Lähmung lässt rechtzeitig nach, sodass Cage an die Oberfläche schwimmen kann. Als er zur Kirche zurückkehrt, stellt er fest, dass Piranha vermisst ist. Ridenhour versucht Knight davon zu überzeugen, zur Arbeit zurückzukehren, und erzählt ihr, dass ein Informant für Dillard arbeitet. Stattdessen arbeitet sie mit Cage zusammen, um Piranha zu finden. Dillard erkennt, dass Ridenhour selbst einen Informanten hat und stellt die Loyalität ihrer Männer in Frage. Unterdessen nimmt Bushmaster Piranha gefangen, benutzt ihn, um Dillards gesamtes Geld und Vermögen zu stehlen, und tötet ihn dann. Cage und Knight finden die Leiche. Ridenhour trifft sich mit Comanche, der in Panik gerät, er könnte erwischt werden, aber Shades folgt Comanche zu diesem Treffen. Comanche tötet Ridenhour, und dann schießt Shades auf Comanche, was den Anschein erweckt, als hätte Ridenhour es getan. Dillard beeilt sich, mit Johnson unterzutauchen, wird jedoch von Bushmaster gefasst, der sie in einem brennenden Haus zurücklässt, als Rache dafür, dass die Familie Stokes seine Mutter bei lebendigem Leibe verbrannt hat. Bushmaster beansprucht dann den Nachtclub der Familie Stokes, Harlem's Paradise, für sich, während Cage Dillard und Johnson rettet.                                                 |           |                                   |                          |                                                |                       |                                         |
| 21 | 8         | If It Ain’t Rough, It Ain’t Right | 22. Juni 2018            | 22. Juni 2018                                  | Neema Barnette        | Nathan Louis Jackson                    |
| Als Bushmaster erfährt, dass Cage Dillard gerettet hat, plant er, seine Stärke durch mehr Nachtschatten zu steigern. Cage bringt Dillard und Johnson zum Polizeirevier, wo Knight – die ihren Rücktritt noch nicht offiziell abgeschlossen hat – nun das Kommando hat. Shades kommt und Knight schließt daraus, dass er wahrscheinlich Comanche oder Ridenhour getötet hat, aber sie hat keine Beweise dafür, dass er es getan hat. Dillard und Johnson werden außerhalb des Reviers von Bushmasters Männern beschossen, aber Cage hilft ihnen bei der Flucht. Knight nutzt dies, um einen Durchsuchungsbefehl für Harlem's Paradise zu erwirken, doch sie finden nichts Belastendes. Aus Sorge um die Sicherheit seiner Lieben besucht Cage einen Gottesdienst in der Kirche und ist dort, um seinen Vater zu beschützen, als Bushmasters Männer eintreffen. Gleichzeitig werden Dillard und Johnson angegriffen, während Dillard erklärt, wie sie von Stokes-Matriarchin Mama Mabel gezwungen wurde, ihre Tochter ihren Cousins, der Familie Johnson, zu übergeben. Knight und Tyler kommen, um sie zu beschützen, kurz gefolgt von Cage und Lucas, und Cage bittet Knight, Rand um Hilfe zu rufen. |           |                                   |                          |                                                |                       |                                         |
| 22 | 9         | For Pete’s Sake                   | 22. Juni 2018            | 22. Juni 2018                                  | Clark Johnson         | Matt Owens                              |
| Knight bringt Cage, Lucas, Dillard und Johnson in ein unfertiges Gebäude von Rand Enterprises, wo Dillard sich bereit erklärt, im Austausch für Immunität gegen Bushmaster auszusagen. Knight und Cage sind dagegen, sind sich aber einig, dass sie jeweils nur gegen einen kämpfen können. Knight kehrt zum Revier zurück, wo die stellvertretende Leiterin Priscilla Ridley jetzt das Kommando hat. Cage erzählt Johnson, dass Dillard ihren Cousin Cornell „Cottonmouth“ Stokes ermordet hat, und Dillard gibt dies zu, als Johnson sie zur Rede stellt. Dillard erklärt, dass Stokes sie damit verspottet habe, dass ihr Onkel Pete sie als Mädchen vergewaltigt habe, und verrät, dass Johnson auf diese Weise gezeugt wurde und warum Dillard sie nicht liebt. Als Bushmaster ein großes Kopfgeld für Dillard aussetzt, weist Tyler ihn auf den Aufenthaltsort der Gruppe hin. Dort kann Cage Bushmaster besiegen. Dillard entkommt und trifft sich wieder mit Shades, der Bushmasters Onkel Paul „Anansi“ Mackintosh gefangen genommen hat. Bushmaster entkommt ebenfalls, indem er eine Granate zündet und Johnson dann zwingt, ihn zu heilen. Cage beginnt sich mit seinem Vater zu versöhnen. |           |                                   |                          |                                                |                       |                                         |
| 23 | 10        | The Main Ingredient               | 22. Juni 2018            | 22. Juni 2018                                  | Andy Goddard          | Akela Cooper                            |
| Auf Bitten von Temple trifft sich Rand – der den Rest von Manhattan als „Unsterbliche Eiserne Faust“ verteidigt – mit Cage und besteht darauf, ihm bei der Suche nach Bushmaster zu helfen. Als ihnen klar wird, dass er nach seiner Flucht vor der Polizei geheilt werden muss, beginnen sie mit der Suche nach Johnson, finden sie jedoch weder in ihrem Laden noch in Harlem's Paradise. Mit einem Tipp von Turk Barrett untersuchen sie ein verlassenes Lagerhaus, in dem die Jamaikaner versuchen, mehr Nachtschatten anzubauen, aber dafür sind die Bedingungen Jamaikas erforderlich. Cage und Rand kämpfen sich durch die Männer dort hindurch und zerstören das Labor, als sie weder Johnson noch Bushmaster finden. Knight und Ridley entdecken Tylers Verrat und verhaften sie. Da Piranha gefoltert wurde, bevor sie Dillards Geld und Vermögenswerte an Bushmaster weitergab, werden diese rechtmäßig an sie zurückgegeben und sie erobert Harlem's Paradise zurück. Sie nimmt ihr Stokes-Erbe an, lässt alle Anwesenden im jamaikanischen Restaurant ermorden und verbrennt dann Anansi bei lebendigem Leibe, um eine Nachricht an Bushmaster zu senden. Shades ist durch ihr neues Verhalten verunsichert. |           |                                   |                          |                                                |                       |                                         |
| 24 | 11        | The Creator                       | 22. Juni 2018            | 22. Juni 2018                                  | Stephen Surjik        | Matthew Lopes & Nicole Mirante-Matthews |
| Als Junge war Bushmaster das einzige Kind einer Gruppe gewesen, das eine schlechte Impfung überlebt hatte. Nachdem das Geschäft zwischen seinem Vater Quincy McIver und Samuel „Buggy“ Stokes in den 1980er Jahren gescheitert war und zu ihrem Tod führte, versuchte Bushmasters Mutter Gwen, die Familie Stokes zu verklagen, und Buggys Frau Mabel brannte als Reaktion darauf Gwens Haus nieder. Bushmaster überlebte, wurde aber von Pete Stokes erschossen. Der Nachtschatten hat ihn gerettet, und nun kann Johnson ihn damit wieder heilen. Sie warnt davor, dass er durch Organversagen fast sterben könnte. Er lässt sie gehen. In der Zwischenzeit findet Cage Anansis Frau Ingrid, die die Schießerei im Restaurant überlebt hat, sich jedoch weigert, gegen Dillard auszusagen. Er bringt sie zur Leiche ihres Mannes, wo sie Bushmaster finden; Er und Cage sind sich einig, dass ihr nächster Kampf ihr letzter sein wird. Dillard verstößt gegen die Regel der Stokes-Familie und macht einen Deal, um in Harlem mit dem Verkauf von Heroin zu beginnen. Shades konfrontiert sie mit ihren jüngsten Handlungen, was zu einer Auseinandersetzung und dem Ende ihrer Beziehung führt. Er beschließt, sich Knight zu ergeben.                                                                                     |           |                                   |                          |                                                |                       |                                         |
| 25 | 12        | Can’t Front On Me                 | 22. Juni 2018            | 22. Juni 2018                                  | Everardo Gout         | Aïda Mashaka Croal                      |
| Dillard übernimmt die Führung einer Koalition von Bandenführern aus ganz New York und verspricht, Bushmaster auszuschalten, der über die Verwendung seines Namens auf dem neuen Heroinangebot verärgert ist. Er greift die Raffinerie an, in der die Medikamente hergestellt werden, und schließt sie mit Cages Hilfe. Bushmaster flieht, als Cage sich weigert, Beweise für die Drogen vernichten zu lassen. Cage besucht dann Dillard und sagt ihr, dass er sie nicht länger beschützen wird. Dillard kündigt ein kostenloses Konzert im Harlem's Paradise an, um sicherzustellen, dass genügend Leute da sind, damit Cage trotzdem auftaucht, um sie vor Bushmaster zu schützen. Johnson bietet Bushmaster an, ihm dabei zu helfen, Dillard zu töten, indem er ihm einen geheimen Eingang zum Club zeigt und ihm als letzten Kraftschub zusätzlichen Nachtschatten gibt. Shades gesteht der Polizei alles, was er weiß, aber sie brauchen Beweise dafür, dass Dillard die Waffe besitzt, mit der Anansi getötet wurde. Während des Konzerts geht er in den Club und ist bei Dillard, als Bushmaster angreift. Cage und Knight können Bushmaster aufhalten, aber er entkommt, als Cage sich weigert, ihn zu töten. Dillard wird verhaftet.                                                                                   |           |                                   |                          |                                                |                       |                                         |
| 26 | 13        | They Reminisce Over You           | 22. Juni 2018            | 22. Juni 2018                                  | Alex Garcia Lopez     | Cheo Hodari Coker                       |
| Während Dillard im Gefängnis sitzt, ziehen die anderen Bandenführer in den Straßen von Harlem in den Krieg. Shades schlägt Cage vor, Dillard zu ersetzen, um zu verhindern, dass ein neuer Gangsterboss die Macht übernimmt. Cage bedroht die italienische Chefin Rosalie Carbone und sorgt dafür, dass sie sich von Harlem fernhält. Im Gefängnis unternimmt Dillard Schritte, um an die Macht zu gelangen, und ordnet die Ermordung aller ihrer ehemaligen Kontakte und Mitarbeiter an. Johnson hilft Bushmaster dabei, sich von seinem Nachtschattenkonsum zu erholen, und er beschließt, nach Jamaika zurückzukehren. Er sagt ihr, dass Dillard immer noch brennen muss. Johnson beschließt, Dillard zu besuchen, die ihr erzählt, dass Harlems Paradies ihr Geburtsrecht sei. Johnson verabreicht Dillard dann ein langsam wirkendes Gift und sie stirbt schließlich, während Cage zu Besuch ist. Johnson lässt ihre Mutter einäschern. Da Dillard tot ist, gilt Shades' Deal nicht mehr und er wird verhaftet. Als Dillards Testament verlesen wird, wurde es geändert, sodass der Club nun an Cage geht. Das verärgert Johnson und beunruhigt Knight, der befürchtet, dass Cage ein Krimineller wie Dillard wird. Cage akzeptiert den Club dennoch und etabliert sich als neuer „Sheriff“ von Harlem.                   |           |                                   |                          |                                                |                       |                                         |